# دومينيك رؤوف
دومينيك رؤوف (بالألمانية: Dominic Rau) (14 نوفمبر 1990 في ألمانيا - ) هو لاعب كرة قدم ألماني في مركز قلب الدفاع. لعب مع إرتسغيبيرغه آوه ونادي هالشر.

## وصلات خارجية
- دومينيك رؤوف على موقع بيانات كرة القدم. دي إي (الألمانية)
- دومينيك رؤوف على موقع عالم كرة القدم.نت (الإنجليزية)